# Gran sello del estado de Virginia Occidental
El gran sello de Virginia Occidental fue aprobado en 1863. El centro del sello contiene una roca en la que ha sido escrito el 20 de junio de 1863, la fecha en que Virginia Occidental se convirtió en estado. Hay también un reverso del sello, y una variante de ella es el sello oficial del gobernador.

## Descripción
En el centro se encuentra una gran roca en la que hay una inscripción con la fecha de su fundación como estado, Delante de ella se encuentran dos fusiles cruzados y un gorro frigio para demostrar la importancia del Estado en su lucha por la libertad. Los dos hombres a ambos lados de la piedra representan la agricultura y la industria. A la izquierda el agricultor con una hacha y un arado ante una Dracaena fragrans. Al otro lado está un personaje personificando un minero con un pico, y detrás de él un yunque y un martillo grande. El anillo del borde exterior contiene el texto «State of West Virginia» (Estado de Virginia Occidental) y el lema del estado «Montani Semper Liberi», (Los montañeros siempre son libres). El Estado tiene el apodo de «The Mountain State» (El Estado Montaña).

### Reverso
El gran sello y escudo de armas de Virginia Occidental:

... En el reverso del Gran Sello está rodeado por una corona compuesta de laurel y hojas de roble, emblemáticos de valor y fortaleza, con las frutas y los cereales, las producciones del estado. Por lema, un paisaje. En la distancia, a la izquierda del disco, una montaña arbolada, y a la derecha una ladera cultivada con la granja de madera propias de esta región. Por el lado de la montaña, una representación de un viaducto con la línea de tren de Baltimore & Ohio, en Preston County, uno de los grandes triunfos de ingeniería de la época, con un tren y sus vagones a punto de pasar sobre él ...
 por el Honorable Joseph H. Debar de Diss, Doddridge County. 1863

..

## Lema
Montani Semper Liberi (Latín: Los montañeros siempre son libres) es el lema oficial del estado de Virginia Occidental, Estados Unidos. (También forma parte del escudo de armas de la ciudad colombiana de Bucaramanga). Fue adoptado como el lema oficial de Virginia Occidental en el Artículo II, Sección 2-7, de la Constitución Estatal, firmado en 1872. Este artículo establece específicamente:"el sello actual del Estado, con su lema, "Montani Semper Liberi," (en español: Los montañeros siempre son libres) será el gran sello del estado de Virginia Occidental, y deberá ser conservado por el secretario de Estado, para ser utilizado por él oficialmente, según lo indicado por la ley ". La frase fue sugerida como lema por Joseph H. Diss Debar, el artista que creó el gran sello del estado.

El sello como se utiliza en la forma de un escudo de armas en la bandera del Estado.
El sello del gobernador de Virginia Occidental